# Émile Stijnen
Émile Stijnen (Anversa, 2 novembre 1907 – 27 marzo 1997) è stato un calciatore belga, di ruolo centrocampista.